# Active Shooter
Active Shooterは、ロシアの Anton Makarevskiyという個人開発者が開発したファーストパーソン・シューティングゲームである 。
本作はAta BerdyevがRevived Games とAcid Publishing Group という社名で配信した 。
元々は2016年6月6日にSteamで配信される予定だった、Steamの運営元であるValveがパブリッシャーのページから本作を削除したことで、開発側がアーリーアクセス扱いでSteamに配信した

## システム
本作はスクールシューティングを題材としており、犯人、それを阻止するSWAT隊員、もしくは事件に巻き込まれた一般市民から選択できる。
犯人を選択した場合、プレイヤーは銃や手榴弾、およびナイフで武装し、殺した一般市民や警備員、および警察官の人数が画面上に表示される
なお、一般市民を選択した場合は犯人に立ち向かっても、犯人から逃げてもゲームクリアとなる。

## 論争
本作がSteamストアページに掲載された2018年5月の時点から論争が巻き起こった。
同年2月に起きたマージョリー・ストーンマン・ダグラス高校銃乱射事件の犠牲者の遺族を中心にインターネット上で抗議活動が展開され、発売中止を求める呼びかけには100,000件の署名が集まった。
2018年5月29日、Ata Berdyevが過去にテレビアニメ『リック・アンド・モーティー』のパロディ作品Piccled Riccを配信しようとした際、著作権侵害としてValveからページを削除されていたことも判明した 。
その後、Berdyevが顧客いびりや著作権侵害、そしてレビュー操作を行った「荒らし」とみなされ、Revived GamesとAcid Publishing GroupのSteamストアページが削除された。 一方、Acid Softwareはブログ記事の中で『Hatred』や『ポスタル』、『カーマゲドン』といったほかの残酷ゲームはいいのかと、Valveに抗議している。
2018年6月6日、Valveは、「荒らし」や違法なコンテンツでない限りは、すべて容認するという新しい方針を打ち立てた。
Valve's Doug Lombardiは、本作を荒らしの一例に挙げており、「人々を怒らせ、衝突をもたらすためだけに設計された」と述べている。
その後、本作はロシアのバックアップサーバに切り替えて運用されていた。
2018年6月下旬、PayPalは利用規約違反を理由に Acid Softwareのアカウントを閉鎖し、これと前後してクラウドファンディングサービスインディーゴーゴーも本作のページを削除した 。
ウェブ・ホスティングサービスBluehostもサンディ・フック・プロマイズを理由に、開発元のウェブサイトを削除した。
その後、本作はアバンダンウェアとなった。